# Pianissimo (film fra 2003)
|  | Denne artikel er oprettet af botten Steenthbot ud fra en ekstern database. Den kan derfor have sproglige fejl eller mangler. Denne skabelon kan fjernes efter kontrol af indholdet. |

 For alternative betydninger, se Pianissimo. (Se også artikler, som begynder med Pianissimo)
Pianissimo er en dansk kortfilm fra 2003 instrueret af Søren Balle efter eget manuskript.

## Medvirkende
- Jonas Lindegaard Jacobsen
- Ditte Elisabeth Rohde Lindinger
- Lone Lunde Andersen
- Merete Voldstedlund
- Ove Petersen